# Đại từ
Trong ngôn ngữ học và ngữ pháp, một đại từ hay đại danh từ (tiếng Latin: pronomen) là một dạng thế thay thế cho một danh từ (hoặc danh ngữ) có hoặc không có từ hạn định, ví dụ: you và they trong tiếng Anh. Ngữ được thay thế được gọi là tiền ngữ (tiếng Anh: antecedent - tổ tiên, quá khứ) của đại từ.
Ví dụ chúng ta xét câu "Lisa gave the coat to Phil." (Lisa đã đưa áo khoác cho Phil). Tất cả ba danh từ trong câu trên (Lisa, the coat, Phil) đều có thể được thay thế bằng đại từ: "She gave it to him." (Cô ấy đã đưa nó cho anh ấy). Nếu như the coat (cái áo khoác), Lisa (cô gái tên Lisa), và Phil (chàng trai tên Phil) đã được nhắc tới trước đó thì người nghe có thể rút ra là các đại từ she (cô ấy), it (nó) và him (anh ấy) nói tới ai/cái gì và do đó họ sẽ hiểu được nghĩa của câu. Nhưng nếu câu "She give it to him." được nói lần đầu tiên để diễn đạt ý và không có đại từ nào có tiền ngữ thì mỗi đại từ đều có thể bị hiểu một cách mập mờ. Đại từ không có tiền ngữ cũng được gọi là đại từ vô tiền ngữ (tiếng Anh: unprecursed). Ngữ pháp tiếng Anh cho phép đại từ có thể có nhiều ứng cử viên tiền ngữ. Quá trình xác định tiền ngữ nào đã được hiểu ngầm được biết đến là giải pháp anaphora.

## Các loại đại từ
Dưới đây là danh sách các loại đại từ phổ biến được tìm thấy trong các ngôn ngữ trên thế giới:
1.Đại từ nhân xưng đại diện cho tên người và tên vật:
1.1. Đại từ chủ ngữ được sử dụng khi người/vật là Chủ ngữ của câu hay mệnh đề.
Ví dụ tiếng Anh: I like to eat snacks but she does not. (Tôi thích ăn bim bim, nhưng cô ấy thì không.)
1.1.1. Đại từ ngôi thứ hai hình thức và thân mật (tiếng Anh: T-V distinction (khác biệt T-V)). Ví dụ, vous (ngôi thứ hai lịch thiệp) và tu (ngôi thứ hai thân mật) trong tiếng Pháp. Không có sự khác biệt trong tiếng Anh hiện đại mặc dù tiếng Anh thời Elizabeth có sự khác biệt giữa "thou" (ngôi thứ hai số ít, thân mật) và "you" (ngôi thứ hai hình thức, dạng số nhiều hoặc số ít).
1.1.2. Chúng ta, chúng tôi xác định người nghe có được gộp vào hay không. Các đại từ này trong tiếng Anh không có sự khác biệt (đều là we).
1.1.3. Đại từ tăng cường, còn được gọi là đại từ nhấn mạnh, nhấn mạnh lại một danh từ hoặc đại từ đã được nhắc tới.
Tiếng Anh sử dụng cũng dạng đó cho đại từ phản thân:
Ví dụ: I did it myself (Tôi đã tự mình làm nó.)
So sánh với cách sử dụng phản thân tương phản: I did it to myself (Tôi đã làm nó cho chính mình.)
1.2. Đại từ tân ngữ được sử dụng khi người/vật là tân ngữ của câu/mệnh đề.
Ví dụ tiếng Anh: John likes me but not him. (John thích tôi nhưng không thích anh ấy.)
1.2.1. Đại từ tân ngữ trực tiếp và gián tiếp. Tiếng Anh sử dụng chung một dạng cho cả hai loại đại từ tân ngữ trực tiếp và gián tiếp;
Ví dụ 1: Mary loves him. (him ở đây là tân ngữ trực tiếp), có nghĩa là: Mary yêu anh ấy.
Ví dụ 2: Mary sent him a letter (him ở đây là tân ngữ gián tiếp), có nghĩa là: Mary đã gửi cho anh ấy một bức thư).
Ví dụ 3: Alex loves her. (her ở đây là tân ngữ trực tiếp), có nghĩa là: Alex yêu cô ấy
1.2.2. Đại từ phản thân được sử dụng khi một người/vật tác động lên chính nó.
Ví dụ tiếng Anh: John played with himself., có nghĩa là: John đã chơi với chính anh ấy (hay John đã chơi một mình).
1.2.3. Đại từ tương hỗ chỉ mối quan hệ tương hỗ.
Ví dụ tiếng Anh: They do not like each other. (Họ không thích nhau.)
1.3. Giới đại từ theo sau một giới từ. Trong tiếng Anh không tồn tại các dạng phân biệt;
Ví dụ tiếng Anh: Anna and Maria looked at him. (Anna và Maria đã nhìn vào anh ấy.)
1.4. Đại từ phân biệt được sử dụng trong việc biệt lập hoặc trong các ngữ cảnh ngữ pháp đặc biệt và nhất định khác. Tiếng Anh không có các dạng khác nhau cho các đại từ phân biệt.
Ví dụ tiếng Anh: Who does this belong to? Me. (Cái này thuộc về ai? (về) Tôi.)
1.5. Đại từ hình thức được sử dụng khi các quy tắc ngữ pháp yêu cầu phải có một danh từ (hoặc đại từ) nhưng không yêu cầu bổ sung ngữ nghĩa.
Ví dụ tiếng Anh: It is raining.(dịch từng chữ: Nó đang mưa., dịch nghĩa: Trời đang mưa.)
1.6. Đại từ yếu.
2. Đại từ sở hữu được sử dụng để chỉ sự sở hữu hay quyền sở hữu.
Nếu xét nghĩa một cách nghiêm ngặt, đại từ sở hữu là những từ chỉ đóng vai trò cú pháp của danh từ.
Ví dụ tiếng Anh: Those clothes are mine. (Những quần áo đó là của tôi.)
Mặc dù vậy, thông thường thuật ngữ "đại từ sở hữu" cũng được áp dụng cho tính từ sở hữu (hay từ hạn định sở hữu).
Ví dụ tiếng Anh: I lost my wallet. (Tôi đã đánh mất cái ví của tôi.)
Vì chúng không phải là các đại từ nói chính xác (không thay thế cho một danh từ hoặc danh ngữ), nên một số nhà ngữ pháp đã xếp những thuật ngữ này vào từ loại riêng được gọi là từ hạn định (chúng có vai trò cú pháp gần với tính từ, luôn luôn chính xác hóa một danh từ).
3. Đại từ chỉ định phân biệt người hoặc đối tượng mà chúng chỉ tới ra khỏi các ứng cử viên có khả năng khác.
Ví dụ tiếng Anh: I'll take these. (Tôi sẽ lấy những cái này.)
4. Đại từ bất định chỉ các phạm trù chung của người/vật.
Ví dụ tiếng Anh: Anyone can do that. (Bất cứ ai cũng có thể làm việc đó)
4.1. Đại từ phân chia dùng để chỉ tới những thành viên của một nhóm một cách riêng lẻ hơn là tập hợp.
Ví dụ tiếng Anh: To each his own. (Với mỗi thứ của riêng anh ấy.)
4.2. Đại từ phủ định chỉ sự không tồn tại của người/vật.
Ví dụ tiếng Anh: Nobody thinks that. (Không ai nghĩ thế.)
5. Đại từ quan hệ tham chiếu lùi người/vật đã được nhắc tới trước đó.
Ví dụ tiếng Anh: People who smoke should quit now. (dịch từng chữ: Con người + người mà + đã hút thuốc + nên + bỏ + bây giờ., dịch nghĩa: Người nào hút thuốc thì nên từ bỏ ngay từ bây giờ.)
Đại từ quan hệ bất định có một số tính chất của đại từ quan hệ và đại từ bất định. Nó có một nghĩa là "tham chiếu lùi", nhưng người/vật mà nó chỉ tới chưa được gọi tên rõ ràng trước đó.
Ví dụ tiếng Anh: I know what I like. (dịch từng chữ: Tôi biết cái gì tôi thích; dịch nghĩa: Tôi biết tôi thích gì.)
6. Đại từ nghi vấn hỏi người/vật nào đang được nói tới.
Ví dụ tiếng Anh: Who did that? (Ai đã làm điều đó?)
Trong nhiều ngôn ngữ (ví dụ, tiếng Czech, tiếng Anh, tiếng Pháp, Interlingua, và tiếng Nga), các tập hợp đại từ quan hệ và đại từ nghi vấn gần như đồng nhất. Trong tiếng Anh bạn hãy thử so sánh Who is that? (nghi vấn) (dịch nghĩa: Ai đó?) với I know who that is. (quan hệ) (dịch nghĩa: Tôi biết đó là ai.)

## Đại từ và từ hạn định
|                              | Đại từ | Từ hạn định    |
| ---------------------------- | ------ | -------------- |
| Nhân xưng (thứ nhất/thứ hai) | we     | we Scotsmen    |
| Sở hữu                       | ours   | our freedom    |
| Chỉ định                     | this   | this gentleman |
| Bất định                     | some   | some frogs     |
| Nghi vấn                     | who    | which option   |

Đại từ và từ hạn định liên hệ chặt chẽ với nhau, và một số nhà ngôn ngữ học nghĩ rằng đại từ là những từ hạn định thực sự không có danh từ hoặc danh ngữ. Bảng ở bên phải cho thấy liên hệ giữa chúng trong tiếng Anh.